# Der Kuss des schwarzen Gottes

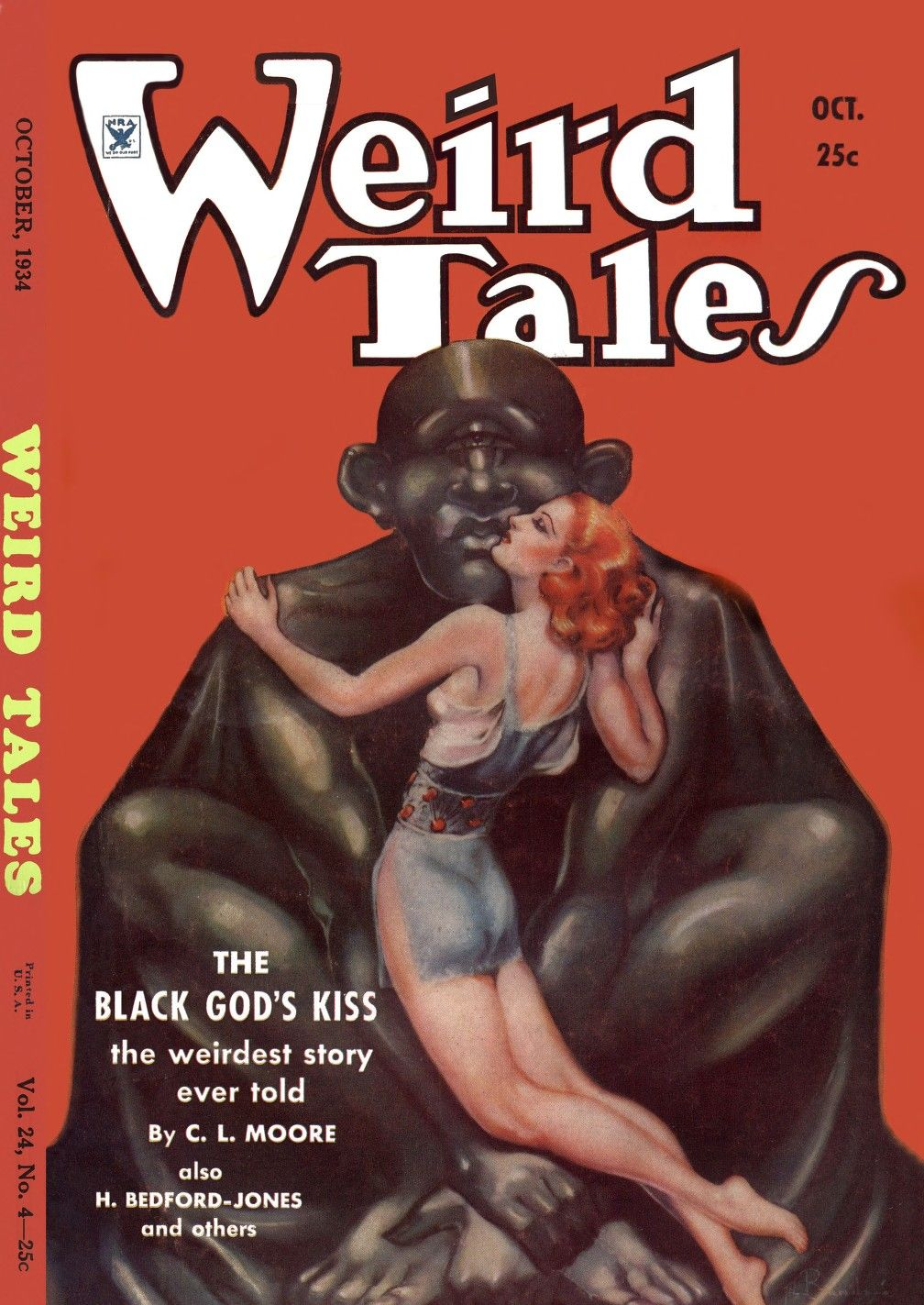
Deckblatt der Oktoberausgabe 1934 des Magazins Weird Tales mit der Geschichte The Black God's Kiss.

Der Kuss des schwarzen Gottes (Originaltitel Black God’s Kiss) ist eine Fantasy-Kurzgeschichte der amerikanischen Autorin Catherine L. Moore, im Oktober 1934 in dem Pulp-Magazin Weird Tales erschienen. In ihr taucht erstmals Moores die rothaarige Kriegerin Jirel von Joiry auf, die auch Protagonistin einer Reihe weiterer Erzählungen Moores ist.
Die Erzählung Der Schatten des schwarzen Gottes (Originaltitel Black God’s Shadow) bildet die unmittelbare Fortsetzung. Sie ist im Dezember 1934 ebenfalls in Weird Tales erschienen.

## Der Kuss des schwarzen Gottes
Jirel ist die Herrscherin des in einem fantastisch verfremdeten mittelalterlichen Frankreich gelegenen Fürstentums Joiry. Dieses wird von Guillaume, einem verfeindeten Warlord, überfallen und erobert. Jirel selbst wird in ein Verlies ihres eigenen Schlosses geworfen, da sie sich weigert, sich dem Sieger zu unterwerfen. Von dort gelingt ihr die Flucht in eine seltsame, unterirdische Welt, die von teils nur fremdartigen, teils auch abstoßenden Wesen bewohnt wird. In dieser plutonischen, heidnischen Welt – solange sie eine Kette mit Kruzifix bei sich hat, bleibt die Welt für sie unsichtbar – gelangt sie nach einer langen, aber dennoch leichten und wie traumhaften Reise zu einem leuchtenden Turm oder Turm aus Licht. Sie betritt das Innere des Turms und sieht dort ein strahlendes Licht, das sich zu einer menschlichen Gestalt transformiert, einem Ebenbild ihrer selbst, das sie mit einer fremden Stimme anspricht und fragt, was sie will. Sie antwortet: „Ich suche eine Waffe, eine Waffe gegen einen Mann, den ich derart hasse, dass diesem Hass keine Waffe auf Erden genügt.“ Die Lichtgestalt sagt ihr, sie solle diesem Mann das geben, was sie in dem schwarzen Tempel am See finde.
Jirel macht sich auf den Weg und kommt schließlich zu dem schwarzen Tempel und sieht in diesem ein schwarzes Idol. Eine halbmenschliche, einäugige Gestalt, kauernd, mit vorgestrecktem Kopf und wie zum Kuss gespitzten Lippen. Sie nähert sich der Gestalt des Schwarzen Gottes wie unter Zwang und nimmt einen Kuss von dessen steinernen Lippen. Und mit diesem Kuss dringt ein fremdes, kaltes und lähmendes Etwas in ihre Seele ein. Wie im Traum macht sie sich auf den Rückweg durch die Unterwelt. 
Als sie wieder im Schloss auftaucht, wird sie von Guillaume und seinen Männern schon erwartet. Unter dem Gewicht des fremden Etwas in ihr meint Jirel, fast niedersinken zu müssen. Stattdessen fällt sie in die Arme des Eroberers, der mit triumphierendem Lachen den Kuss von ihren dargebotenen Lippen empfängt.
Der Kuss ist aber sein Verderben, er wird blass und kalt, eine Lähmung überkommt ihn: „Nur in seinen Augen war noch Leben, und in ihnen war eine Marter – und ein Begreifen.“
Als Guillaume schließlich tot vor ihr liegt, wird die Welt für Jirel dunkel und sie versteht endlich, was sie zu solch gewalttätigem Hass angetrieben hatte. Sie sinkt auf die Knie und weint um den toten Geliebten.

## Der Schatten des schwarzen Gottes
Jirel entschließt sich, erneut in die Unterwelt hinabzusteigen, um die Seele des verlorenen Geliebten zu retten. Die Unterwelt ist eigentlich keine Unterwelt, obwohl der Weg dorthin ein Abstieg ist, beginnend in den untersten Verliesen der Burg Joiry, denn schließlich angekommen, zeigt sich eine andere Welt mit eigenem Himmel. Dort gilt auch eine eigene Zeit, denn in Joiry ist es Nacht, dort aber Tag. Jirel wartet ab, bis auch dort die Nacht angebrochen ist. Am Himmel erscheinen fremde Konstellationen und sie stellt fest, dass die Landschaft eine ganz andere ist als bei ihrem letzten Besuch. Wie beim ersten Mal kann sich Jirel mit traumhafter Leichtigkeit und Geschwindigkeit bewegen.
Sie weiß zunächst nicht, wo sie ihre Suche beginnen soll, wird aber von einem schwachen, vom Wind getragenen Ruf geleitet und gelangt schließlich zu einem Hügel. Auf dessen Höhe erblickt sie eine schwarze Figur einer groben, schlurfenden, flachköpfigen Gestalt mit herab baumelnden Armen, die ihr als eine obszöne plastische Karikatur von Guillaume erscheint, und sie erkennt, dass die Seele Guillaume in dieser parodierenden Gestaltung all seine üblen Eigenschaften auf ewig gefangen ist. Das ist die Strafe des Schwarzen Gottes, „so gerecht, und doch so gänzlich ungerecht“. Als sie dort steht und die Statue betrachtet, wird ihr die Präsenz – der Schatten – des Schwarzen Gottes bewusst, der sie zu überwältigen und in einen Abgrund kalter Verzweiflung zu stürzen versucht. Doch schließlich überwindet sie durch die Vision eines Reigens tanzender Mädchen, jedes ein Aspekt ihrer selbst, den Gott und findet zu Leben und Wärme zurück, das Bildnis aber zerfließt und schmilzt bis nur ein schwarzer Schatten zurückbleibt, der sich über den Boden zu bewegen beginnt. 
Jirel folgt der über den Boden gleitenden dunklen Form, dem Schatten Guillaumes, der einmal mit dem Schatten eines seltsamen, tentakelbewehrten Baumes verschmilzt. Die Tentakel greifen nach Jirel, doch diese durchtrennt sie mit ihrem Schwert. Schließlich, in einer finsteren Schlucht, reiht der Schatten sich ein in einen Kreis tanzender Schemen und wieder macht die Gegenwart des Schwarzen Gottes sich merkbar und greift Jirel an, die wieder obsiegt. Guillaumes Schatten verschwindet und wird zu einer schwachen, kaum hörbaren Stimme, die immer wieder Jirels Namen ruft.
Endlich gelangt Jirel der Stimme folgend zu einem Tempel, wo ein letzter Angriff des Schwarzen Gottes erfolgt, den Jirel nun nicht mehr besiegen zu können meint. Doch als die Stimme Guillaumes sie durchdringt, entzündet sich in ihr ein wärmendes Feuer des Lebens, die Kälte schwindet und Stille tritt ein. Ihr wird klar, dass es die Stille des Friedens und eines endlich erlangten Todes ist: „Sie hatte Guillaume aus dem Bildnis getrieben und in den Schatten, und aus dem Schatten in diese Stimme, und aus der Stimme … in einen sauberen Tod, vielleicht.“ Jirel hat ihre Mission erfüllt, der Seele des von ihr gemordeten Geliebten Frieden gegeben und kann nun zurückkehren in die oberirdische Welt.

## Ausgaben
- Erstdruck: 
  - Black God’s Kiss. In: Weird Tales. Vol. 24, Nr. 4 (Oktober 1934).
  - Black God’s Shadow. In: Weird Tales. Vol. 24, Nr. 6 (Dezember 1934).
- US-Erstausgabe in: C. L. Moore: Shambleau and Others. Gnome Press, 1953.
- UK-Erstausgabe in: C. L. Moore: Shambleau. Consul Books, 1961.
- Taschenbuch: C. L. Moore: Black Gods and Scarlet Dreams. Gollancz / Orion (Millennium / Gollancz Fantasy Masterworks #31), 2002, ISBN 0-575-07417-5.
- E-Book: C. L. Moore: Jirel of Joiry. Gateway / Orion, 2013, ISBN 978-1-4732-0802-5.
- Übersetzungen: 
  - Der Kuß des schwarzen Gottes. Übersetzt von Lore Straßl. In: C. L. Moore: Jirel, die Amazone. Pabel (Terra Fantasy #25), 1976. Auch als: Der Kuss des Schwarzen Gottes. In: C. L. Moore: Jirel, die Amazone. Festa (Festa Dark Fantasy #1102), 2002, ISBN 3-935822-44-8. Auch in: Frank Festa (Hrsg.): Das rote Zimmer. Festa (H. P. Lovecrafts Bibliothek des Schreckens #2625), 2010, ISBN 978-3-86552-088-3.
  - Der Kuß des schwarzen Gottes. Übersetzt von Irene Holicki. In: C. L. Moore: Der Kuß des schwarzen Gottes. Heyne SF&F #3874, 1982, ISBN 3-453-30760-7. Auch in: C. L. Moore: Shambleau. Heyne (Bibliothek der Science Fiction Literatur #77), 1990, ISBN 3-453-03929-7.
  - Der Schatten des schwarzen Gottes. Übersetzt von Lore Straßl. In: C. L. Moore: Jirel, die Amazone. Pabel (Terra Fantasy #25), 1976. Auch als: Der Schatten des schwarzen Gottes. In: C. L. Moore: Jirel, die Amazone. Festa (Festa Dark Fantasy #1102), 2002, ISBN 3-935822-44-8.

Beide Erzählungen wurden außer ins Deutsche auch ins Französische und Italienische übersetzt.
Von Black God’s Kiss gibt es auch eine finnische Übersetzung.
Black God’s Kiss war schließlich auch Titelgeschichte einer 2007 bei Paizo Publishing erschienenen Sammlung (Planet Stories #3, ISBN 978-1-60125-045-2). Die  Sammlung wurde eingeleitet durch den Essay Where No Man Had Gone Before von Suzy McKee Charnas und enthielt alle sechs Jirel-of-Joiry-Geschichten.
2015 erschien eine E-Book-Ausgabe der Sammlung bei Diversion Books (ISBN 978-1-68230-116-6).